# Georg von Hertling (Verwaltungsjurist)
Georg Freiherr von Hertling (* 8. Dezember 1883 in Wertheim; † 6. Januar 1942 in Wien) war ein deutscher Verwaltungsjurist und Landrat.

## Leben
Nach einem Studium der Philologie studierte Georg von Hertling Rechtswissenschaften an der Ludwig-Maximilians-Universität München und promovierte am 12. Januar 1912 mit der Dissertation „Konsekration und res sacrae im römischen Sakralrecht“ zum Dr. iur. Nach der Ersten juristischen Staatsprüfung 1906 mit anschließendem dreijährigen Vorbereitungsdienst (Referendariat) folgte 1909 das Große juristische Staatsexamen. Als juristischer Hilfsarbeiter kam er zum Bezirksamt München und zur Regierung von Oberbayern. Von dort wurde er zur Erziehung der Söhne Maximilian (1902–1962) und Ernst (1904–1954) des österreichischen Erzherzogs Franz Ferdinand abgeordnet. 1913 wurde er Rechtspraktikant beim Bezirksamt Neu-Ulm und im Jahr darauf bei der Regierung von Schwaben. Am 1. Juli 1914 als Akzessist im Staatsministerium des Innern eingesetzt, kam er als Kriegsfreiwilliger zum 2. Schwere-Reiter-Regiment nach Landshut und kämpfte an der Front. Nach dem Kriege wurde er Assessor in Bad Staffelstein und 1922 als Bezirksamtmann Leiter des Bezirksamtes Weilheim in Oberbayern. Zum Jahresbeginn 1927 wurde er zum Regierungsrat befördert; am 1. Juli 1932 wurde er Bezirksamtsvorstand (ab 1939 Landrat) des Bezirksamtes Laufen (ab 1939 Landkreis Laufen). Von Hertling verstarb im Amt.
Er betätigte sich politisch und war Mitglied des Freikorps Bayern und Reich.